# Kia Clarus
Kia Clarus (type GC) var en stor mellemklassebil fra den sydkoreanske bilfabrikant Kia Motors, baseret på den koreanske Kia Credos. Modellen var Kias første store mellemklassebil i Europa. Clarus blev produceret mellem maj 1996 og november 2001, og derefter afløst af den allerede i september 2000 introducerede Kia Magentis.

## Historie
Kia Clarus blev introduceret i Europa i juli 1996. Forbilledet var Mazda 626, som modellen delte en hel del tekniske- og karrosseridele med. Clarus adskilte sig kun marginalt fra den koreanske Credos, og fandtes med benzinmotorer på 1,8 liter med 116 hk (SLX) og 2,0 liter med 133 hk (GLX).
Den første model fandtes kun som sedan. Optisk adskilte SLX- og GLX-modellerne sig gennem kølergrillens design. Begge udstyrsvarianter havde som standard to airbags, el-ruder foran og centrallåsesystem. GLX-modellen havde derudover kromgrill, el-justerbare sidespejle, el-ruder bagi, velourindtræk og tågeforlygter. ABS-bremser blev kort efter introduktionen føjet til listen over standardudstyr. Klimaanlæg og læderkabine var blandt de få muligheder for ekstraudstyr.
2,0-litersmotoren fra Mazda 626 GT ydede i Clarus på grund af strengere udstødningsnormer 7 hk mindre. Kabinens design var ligeledes hentet fra 626. 1,8-litersmotoren var derimod udviklet af Kia selv. T8D-motoren var den (formodentligt) eneste motor fra T-serien og kom på markedet sammen med Clarus i juli 1996. D'et i motorens typebetegnelse antydede de dobbelte, overliggende knastaksler (DOHC) og 8-tallet for motorens slagvolume (1,8).
1,8'eren havde tandrem og var den eneste friløbsfiretaktsmotor i det daværende Kia-modelprogram. Motoren udviste ved tests gode præstationer, en rolig motorgang og et for daværende forhold acceptabelt brændstofforbrug (ca. 10 liter), men efter faceliftet en utidssvarende udstødningsnorm (Euro2).
I 1999 blev der præsenteret en version med direkte benzinindsprøjtning, som på grund af motorfabrikantens insolvens ikke gik i produktion. Først i 2010 kunne de første GDI-motorer fra Hyundai også leveres i serieproducerede Kia-modeller.

## Facelift
I maj 1998 introducerede Kia den modificerede udgave af Clarus, hvis interne typebetegnelse GC blev bibeholdt.
Det ændrede frontparti blev også monteret på den samtidigt nyintroducerede Clarus stationcar, og 2,0-modellen fik antispinregulering. Ligesom den første serie adskilte andenseriesmodellerne sig på kølergrillen i forhold til motor- og udstyrsvarianter.
- Kia Clarus (1998–2001)
- Bagfra
- Kia Clarus stationcar (1998–2001)
- Interiør

På hjemmemarkedet fandtes Clarus også med en 2,0-liters V6-motor, som ydede 147 hk og ligeledes kom fra Mazda.

## Tekniske data
|                                                             | 1.8                              | 2.0                               | 2.0 V61              |
| Byggeår                                                     | 1996–2001                        | 1996–2001                         | 1996–2001            |
| Motordata                                                   |                                  |                                   |                      |
| Motorkode                                                   | TED                              | FED                               | KF-DE                |
| Motortype                                                   | R4-benzinmotor                   | R4-benzinmotor                    | V6-benzinmotor       |
| Antal ventiler pr. cylinder                                 | 4                                | 4                                 | 4                    |
| Ventilstyring                                               | DOHC, tandrem                    | DOHC, tandrem                     | DOHC, tandrem        |
| Fødesystem                                                  | Multipoint                       | Multipoint                        | Multipoint           |
| Trykladning                                                 | –                                | –                                 | –                    |
| Køling                                                      | Vandkøling                       | Vandkøling                        | Vandkøling           |
| Boring × slaglængde                                         | 81,0 × 87,0 mm                   | 86,0 × 86,0 mm                    | 78,0 × 69,6 mm       |
| Slagvolume                                                  | 1793 cm³                         | 1998 cm³                          | 1995 cm³             |
| Kompressionsforhold                                         | 9,5:1                            | 9,5:1                             | 9,5:1                |
| Maks. effekt ved omdr./min.                                 | 85 kW (116 hk) 5750              | 98 kW (133 hk) 5900               | 108 kW (147 hk) 6000 |
| Maks. drejningsmoment ved omdr./min.                        | 152 Nm 4500                      | 171 Nm 4100                       | 183 Nm 5000          |
| Udstødningsnorm                                             | Euro2                            | Euro2                             |                      |
| Kraftoverførsel                                             |                                  |                                   |                      |
| Drivende hjul                                               | Forhjul                          | Forhjul                           | Forhjul              |
| Gearkasse, standardudstyr                                   | 5-trins manuel                   | 5-trins manuel                    | 5-trins manuel       |
| Gearkasse, ekstraudstyr                                     | 4-trins automatisk               | 4-trins automatisk                |                      |
| Præstationer2                                               |                                  |                                   |                      |
| Topfart                                                     | 185 km/t (178 km/t)              | 195 km/t (180 km/t)               |                      |
| Acceleration 0-100 km/t                                     | 10,7 sek. (13,9 sek.)            | 10,9 sek. (13,8 sek.)             |                      |
| Brændstofforbrug pr. 100 km ved blandet kørsel (sedan)      | 9,3 liter (10,9 liter) Blyfri 91 | 9,7 liter (12,0 liter) Blyfri 91  |                      |
| Brændstofforbrug pr. 100 km ved blandet kørsel (stationcar) | 9,3 liter (10,9 liter) Blyfri 91 | 10,3 liter (11,1 liter) Blyfri 91 |                      |
| CO2-udslip ved blandet kørsel                               | 220 g/km (258 g/km)              | 244 g/km (264 g/km)               |                      |